# Альберт (антипапа)
Альберт (антипапа) — був антипапою у 1101 році.
Про його походження нічого не відомо. З 1084 року був кардинал-єпископ Субурбікарної єпархії Санта Руфіна. Після смерті посадженого Генріхом IV попереднього Климента III (антипапи) у 1100 році було вибрано його наступником Теодориха (антипапу). Однак Теодориха було зловлено та посаджено в монастир прихильниками папи. Тоді був вибраний Альберт наступним антипапою. Однак його правління тривало лише 105 днів і він був виданий своїми минулими прибічниками правочинному папі.